# Misja Harolda
Misja Harolda – komputerowa gra przygodowa stworzona przez polskie studio ART4 i wydana na 10 dyskietkach przez firmę MarkSoft na platformę Amiga w 1995 roku.

## Fabuła
W pewnej Sieci komputerowej żyła sobie rasa Pixeli. Lud rozwijał się bardzo szybko i zaczął przejmować kontrolę nad czasem procesora. Współlokatorzy pamięci postanowili więc stworzyć superwirusa: Bandytę Systemu. Zajął on Pałac IFF i wygnał rasę Pixeli z ich ojczyzny. Harold, jako najemny morderca i agent specjalny, wyruszył z misją uratowania Pixeli. Gra rozpoczyna się w momencie, gdy Harold zostaje uwięziony.

## Produkcja i odbiór
Gra zajmowała 10 dyskietek, pozwalała też jednak na wczytywanie z dysku twardego. Recenzenci chwalili niebanalną fabułę, ciekawe zagadki i sympatyczną postać tytułowego Harolda.
Zyskawszy sporą popularność i dobre recenzje w wydaniu na Amigę, gra została przeniesiona w roku 1996 na komputery PC, lecz jej recenzje były zgoła odmienne. Gra nie odpowiadała wymaganiom stawianym przez graczy dla gier na tę platformę, oferowała niską rozdzielczość (320x200, 32 kolory), recenzje zarzucały też brak intro, digitalizowanej mowy, czy alternatywnych zakończeń, co było już oczekiwanym standardem dla PC.
Misja Harolda była ostatnią grą stworzoną przez ART4.